# Pedro Tomás
São Pedro Tomás (Périgord, 1305 – Famagusta, 1366) foi um prelado e religioso carmelita católico francês.
Foi Procurador Geral da Ordem do Carmo na corte do Papa Clemente VI, em Avinhão. Em 1354 foi nomeado bispo de Patti e Lipari. Foi legado papal junto a reis e imperadores para consolidar a paz entre eles e promover a união com as Igrejas Orientais. Foi arcebispo em Creta (1363) e Patriarca Latino de Constantinopla (1364).
Os seus esforços pela unidade da Igreja fazem deste santo do século XIV um precursor do ecumenismo.